# Emberi test

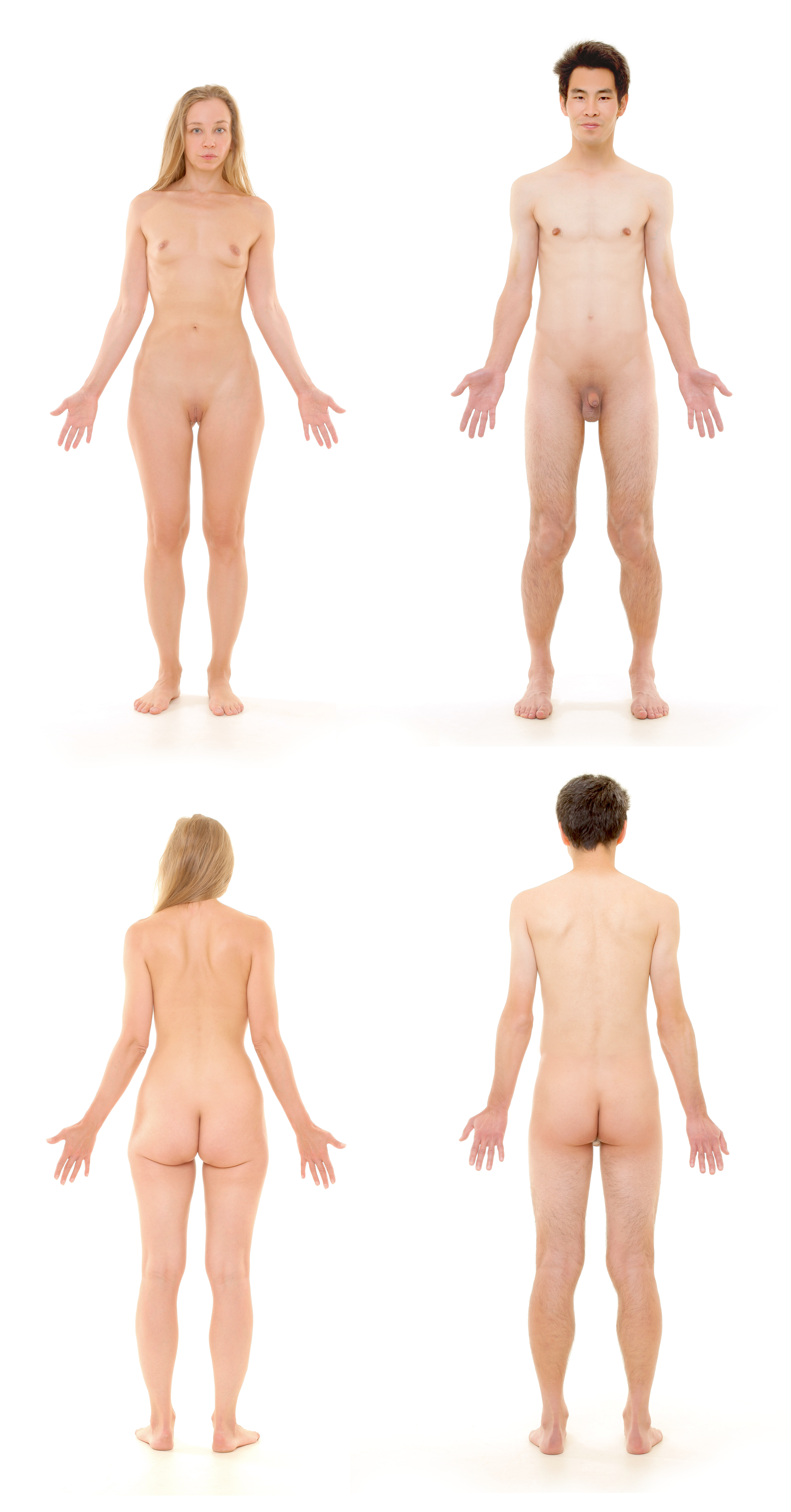
Férfi és női test anatómiai alaphelyzetben

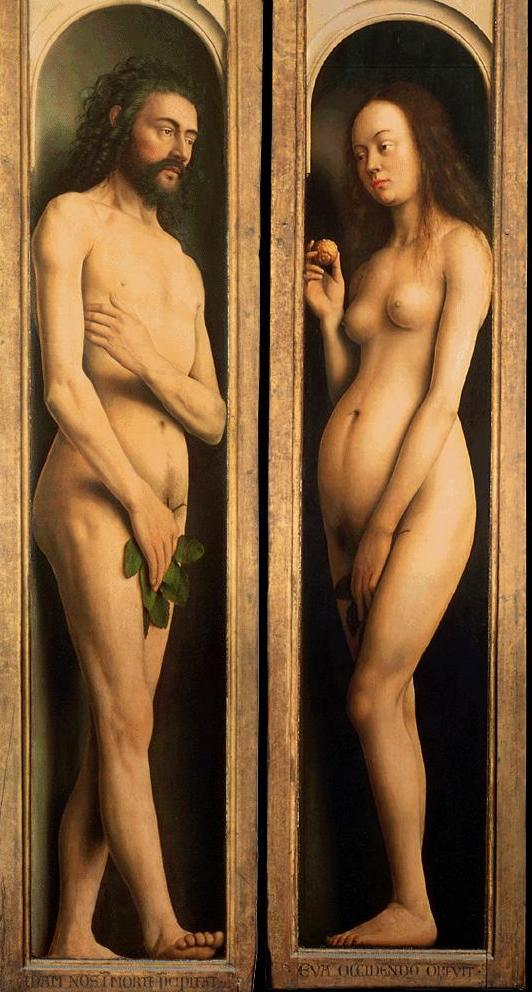
Jan van Eyck: Ádám és Éva alakja a Genti oltár táblaképén

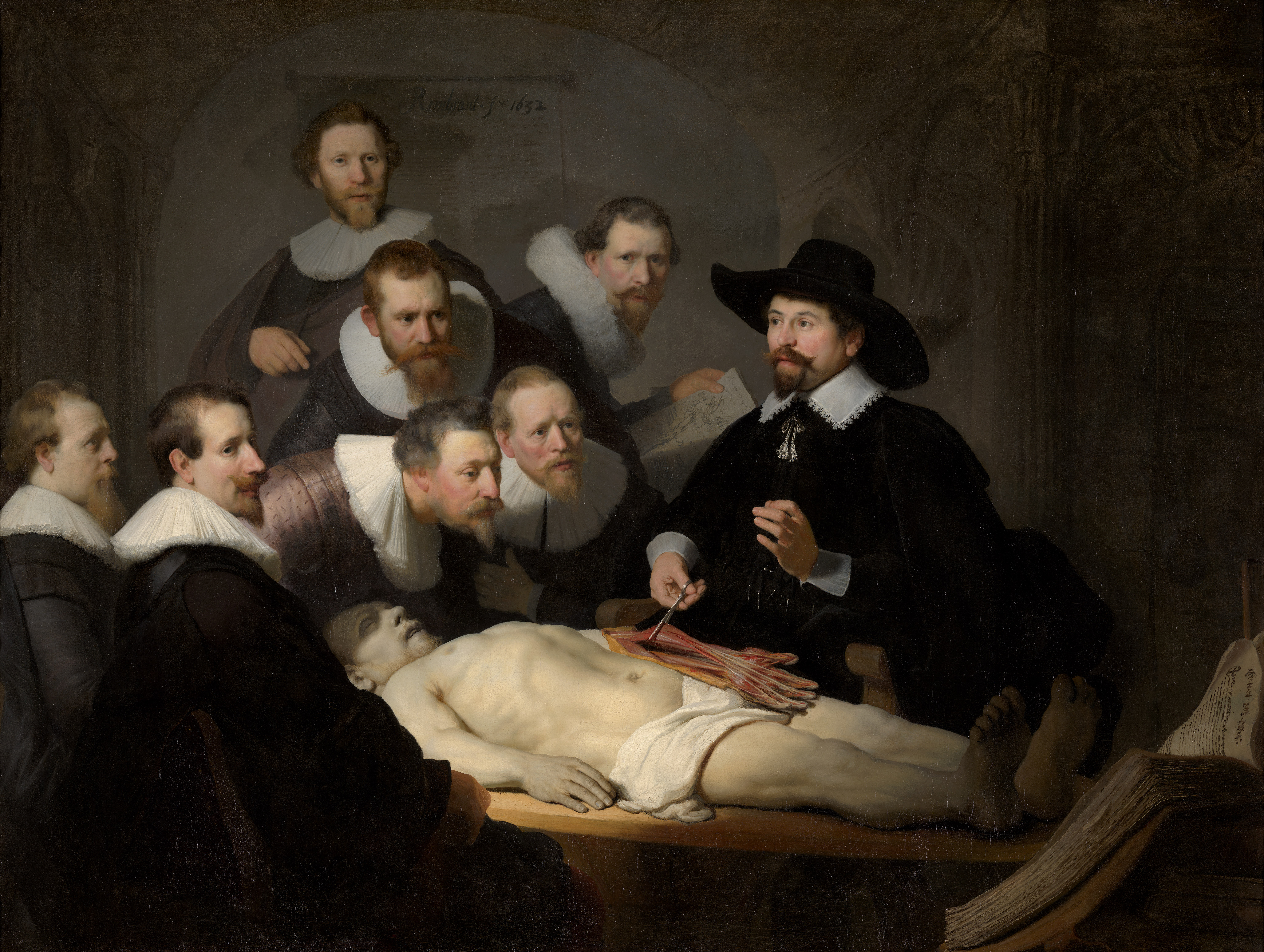
Rembrandt van Rijn: Dr. Tulp anatómiája (1632)

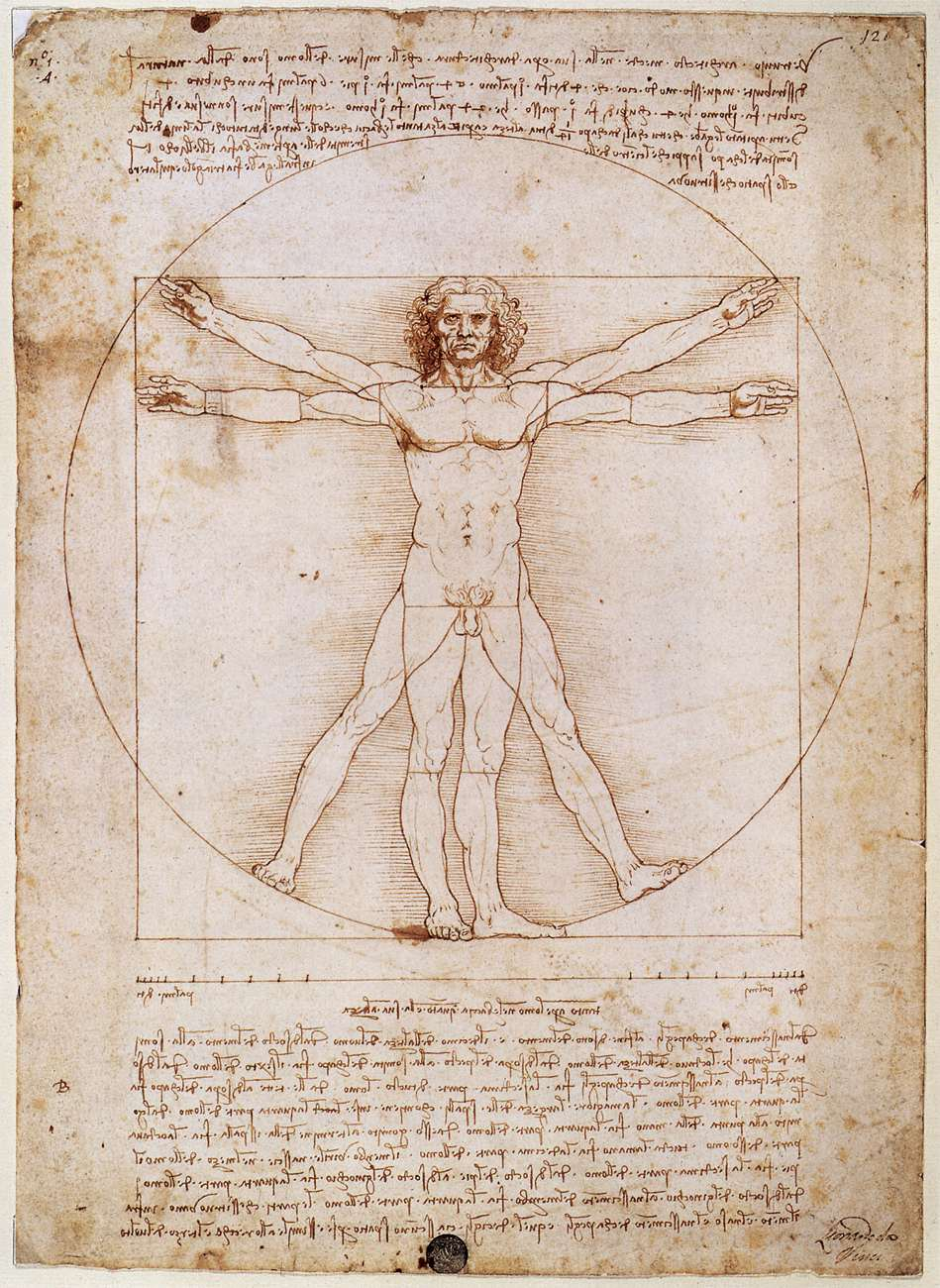
Leonardo da Vinci Vitruvius-tanulmánya az emberi test arányairól

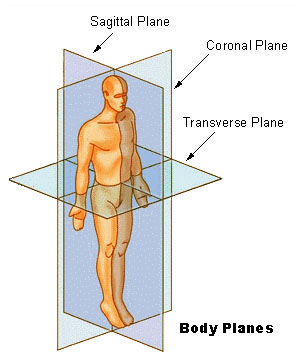
Fő tájékozódási síkok

Emberi csontváz áttekintő ábrája. A fő részek nevének feltüntetésével

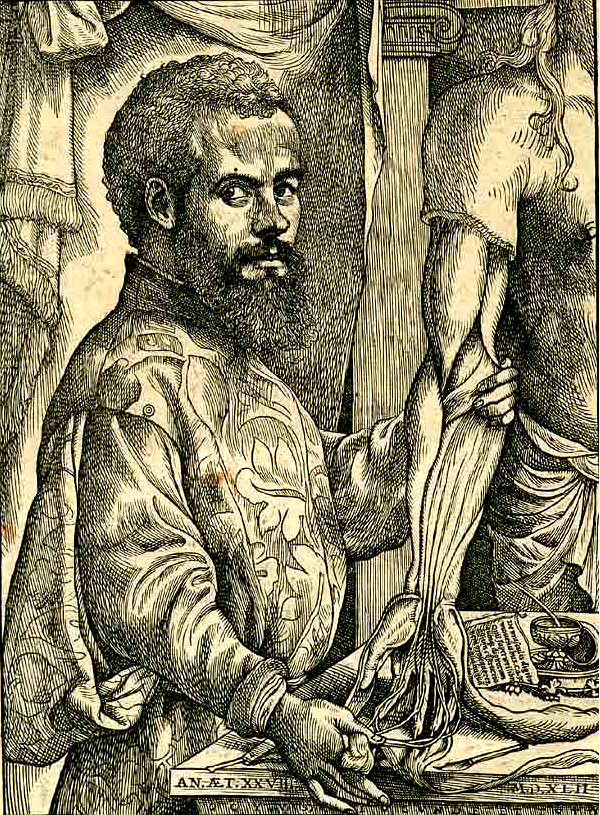
Andreas Vesalius

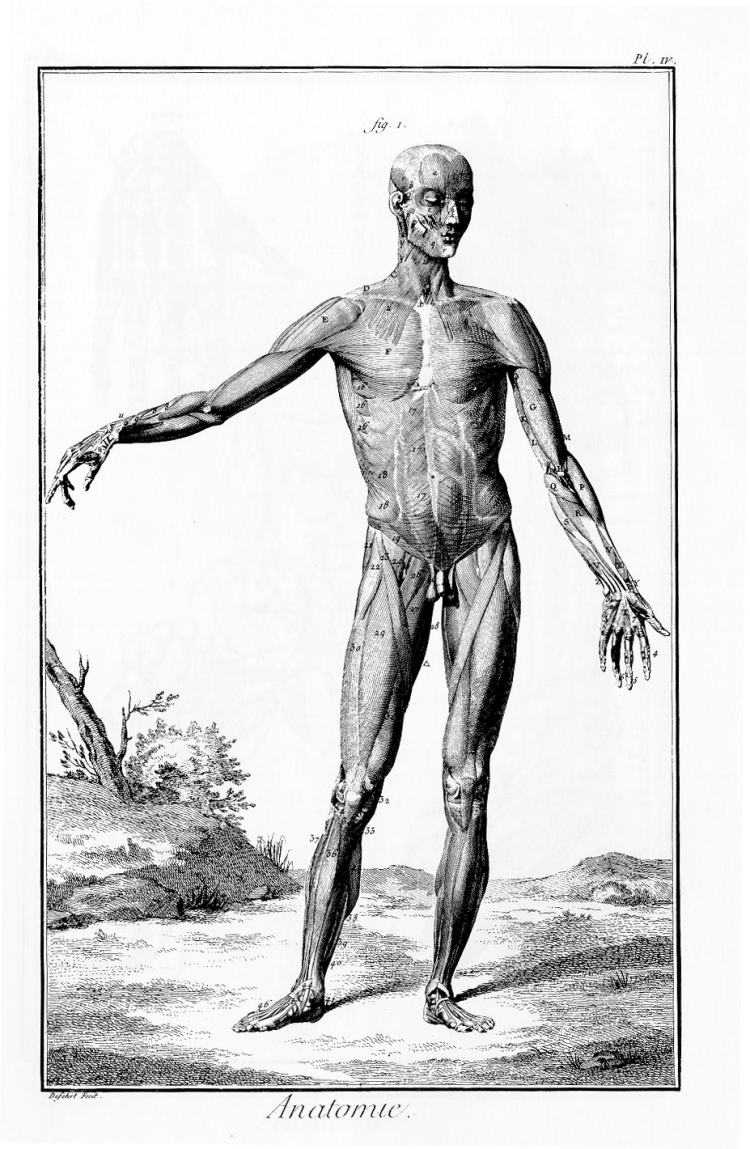
Anatómiai illusztráció Denis Diderot enciklopédiájából (1751)

Az emberi test (Corpus humani) makroszkópos és finomabb szerkezeti felépítése az alapja mindazoknak az életműködéseknek, valamint azok életkorral járó változásainak (Az emberi élet szakaszai), amire az ember fizikailag és szellemileg képes. Az ember alakilag és működésileg a törzsfejlődés (phylogenesis) során emelkedett ki a többi emlős faj közül, és agyának fejlettsége, valamint a két lábon járás és a kezek eszközhasználatra alkalmassá válása révén válhatott fejlett közösséget, társadalmat alkotó, a céltudatos munkát létalapjává tévő, történelemben és kultúrában élő, bár a biológiai törvényszerűségeknek alapjaiban alávetett lénnyé. Az emberre jellemző a felegyenesedett, álló testtartás, ami a test felépítésében is megmutatkozó jellegzetességekkel jár.

## Tájékozódás az emberi testen
Mivel az alábbi szócikkben vázlatosan áttekintésre kerül az emberi test anatómiai felépítése, szükségesnek látszik az emberi test anatómiájának leírásában alkalmazott főbb szabályok áttekintése, mivel a szakmai korrektség szempontjai elengedhetetlenné teszik, (még ha kisebb engedményekkel is), az ehhez a szabályrendszerhez való igazodást.
Az anatómia hivatalos nyelve a latin, (részben görög eredetű szavakkal), minden anatómiailag jól meghatározható alakzatnak, képződménynek (anatómiai „képletnek”), megvan a pontos, nemzetközileg elfogadott nevezéktanban rögzített elnevezése. Ez a nemzetközi kompatibilitáson kívül azért is jelentős, mert sajnos a magyar nyelvben ezekre nincsenek megfelelően pontos kifejezések. Az általánosan elfogadott magyar elnevezéseket, vagy a latin elnevezés megkönnyítésére alkalmas magyarosítást – sokszor párhuzamosan - természetesen használják. Mivel a nemzetközi nevezéktan is időközönként nemzetközi fórumokon megújításra kerül, (bár ezt a gyakorlatot sok tekintélyes szakember is nagyon kritikusan fogadja), ebben a szócikkben a jelenleg érvényben lévő Terminologia Anatomica (1998) elnevezései az alapvetően irányadóak.
Az emberi testen való tájékozódás egyik alapelve, hogy mindig az anatómiai alaphelyzetben lévő emberre vonatkozik, legyen az illető vagy egy adott testrésze bármilyen más helyzetben. Ez az alaphelyzet: nyugalmi álló testhelyzet előre néző tenyerekkel.
A testen való tájékozódásra, a testrészek, képződmények általános és egymáshoz viszonyított helyzetének meghatározására a következőek szolgálnak

## Irányok és síkok
(zárójelben, dőlt betűvel a latin megnevezések, a ragozás mellőzésével): 
- függőleges; (verticalis)
- hosszirányú; (longitudinalis)
- haránt, vízszintes; (transversalis, horizontalis)
- „nyílirányú”, elölről hátra irányuló; (sagittalis) sík
- középsík, „szimmetriasík”, (median sagittalis)
- fejvégi; (cranialis)
- felső; (superior)
- farokcsontvégi; (caudalis)
- alsó; (inferior)
- hátoldali; (dorsalis)
- hátsó; (posterior)
- hasoldali; (ventralis)
- elülső; (anterior)
- középsíkhoz közelebbi; (medialis)
- középsíktól távolabbi; (lateralis)
- mély; (profondus)
- felszínes; (superficialis)
- valami alatti; (sub-) (hypo-) (előtag)
- valami fölötti; (supra-) (hyper-) (előtag)
- jobb oldali; (dexter)
- bal oldali; (sinister)
- testhez közelebbi; végtagokon (proximalis)
- testtől távolabbi; végtagokon (distalis)
- kéz ill. lábháti; (dorsalis)
- tenyéri felszíni; (volaris, palmaris)
- orsócsonti (hüvelykujji) oldali; (radialis)
- singcsonti (kisujji oldali); (ulnaris)
- sípcsonti (öregujji) oldali: (tibialis)
- szárkapocs csonti (kisujji) oldali; (fibularis)
- talpi felszíni; (plantaris)
- a test hossztengelyéhez, ill. a gerinchez (vagy valamely képződmény) hossztengelyéhez igen közeli; (axialis)
- nyaki; (cervicalis)
- mellkasi; (thoracalis)
- hasi; (abdominalis)
- ágyéki; (lumbalis)
- lágyéki (inguinális)
- keresztcsonti; (sacralis)
- farkcsonti; (coccygealis)

## Az emberi test fő részei
- (caput) – fej
  - (facies) - arc
  - (frons) - homlok
  - (vertex) - koponyatető "csúcsa"
  - (occiput) - tarkó, nyakszirt
  - (tempora) - halántékok
- (cervix, collum) – nyak
- (truncus) - törzs
- (thorax) – mellkas
- (abdomen) – has
- (pelvis) – medence
- (membri (extremitates) superiores) – felső végtagok (vállöv, felkar, könyök, alkar, csukló, kéz)
- (membri (extremitates) inferiores) - alsó végtagok (medenceöv, comb, térd, lábszár, boka, lábfej)

## Szerkezeti elvei
Két fontos szerkezeti elv érvényesül részlegesen a test felépítésében: kétoldali (bilateralis) szimmetria és a szelvényezettség (metameria).

## Szervrendszerei
Hasonlítanak az emlősök más fajainak analóg szervrendszereihez, de természetesen módosultak az álló testhelyzet, a két lábon járás és az életmódbeli eltérések miatt. A legfontosabb eltérés az agynak a testmérethez viszonyított nagy mérete, funkcionálisan pedig az agykéreg működésének minőségileg új, emberre jellemző szintje.

### A szervrendszerek
- csontvázrendszer (systema skeleti)
- izomrendszer (systema musculorum)
- keringési rendszer (systema vasorum)
- idegrendszer (systema nervorum)
- érzékszervek (organa sensuum)

## A zsigeri rendszerek
- emésztőrendszer (apparatus digestorius)
- légzőrendszer (apparatus respiratorius)
- húgyivar rendszer (apparatus urogenitalis)
- belső elválasztású mirigyek (endokrin) rendszere (glandulae sine ductibus).

A szervrendszereket képező szerveket a sejtekből és sejtközötti állományból álló szövetek gyakran igen változatos összetételű, de rendezett szerkezetű együttese alkotja.

## Működése
Az emberi test normális működéseivel az élettan (physiologia) foglalkozik. (Bár az anatómia és az élettan között számos átfedés van). Külön tudományágak foglalkoznak a méhen belüli fejlődés történéseivel (embryologia) és az időskor jellemzőivel (gerontologia). Mindezek megismerése lényegében annak alapjául szolgál, hogy segítsen a kóros eltérések (betegségek) felismerésében, és azok megfelelő gyógyításában.

## Az emberrel foglalkozó más tudományágak
Az emberi test szerkezetét és működését elsősorban orvosi szempontokból megközelítő tudományágak mellett az emberrel, vagy az emberrel (is) foglalkoznak többek között: az örökléstan/genetika, az embertan/antropológia, a törzsfejlődéstan (phylogenetika)